# Peter Mills
Peter Mills (1861 - 1972) foi o último sobrevivente americano nascido na escravidão legal quando morreu em 1972 aos 110 anos.
Mills nasceu no condado de Prince Georges, Maryland, em 26 de outubro de 1861. Após a Guerra Civil, ele trabalhou na fazenda do seu pai todos os dias durante a semana antes de sair para trabalhar em Baltimore e Washington, DC, onde cavava esgotos e jogava beisebol nas horas vagas. Mills acabou por se mudar para Pittsburgh depois da sua primeira visita em 1881. Mills morreu após um acidente de pedestre em Pittsburgh, Pensilvânia, no dia 22 de setembro de 1972.